# 小笠原貢蔵
小笠原 貢蔵（おがさわら こうぞう、寛政元年（1789年） - 弘化2年（1845年））は、江戸幕府の幕臣。天保の改革期に、鳥居耀蔵の命によって動き、江戸湾測量や蛮社の獄、高島秋帆の疑獄事件などに携わった。
小笠原甫三郎の養父で、幕臣の花井虎一は養女婿。貢蔵と甫三郎父子の経歴は、2人の残した古記録「小笠原家文書」（酒川玲子所蔵）や石崎康子の研究（「幕臣小笠原甫三郎の生涯」『19世紀の世界と横浜』山川出版社所収）に詳しい。

## 略歴
寛政元年（1789年）、松前藩の郷士の子として生まれる。
文化元年、松前奉行に従って蝦夷地方を巡察する。
文政6年（1823年）、江戸に出て幕臣となる。
天保10年（1839年）、江戸湾海防の実態調査の際、その随行員として測量に従事。
天保13年（1842年）、御家人の山口茂左衛門の子である甫三郎を養子にする。
弘化2年（1845年）、没。

## 江戸湾測量
天保10年（1839年）に、伊豆国韮山の代官の江川太郎左衛門（江川英龍）と鳥居耀蔵が、江戸湾の海防の実態を調査するよう命じられた。
小笠原はかつて箱館奉行所勤めだった時に蝦夷地域の測量隊に加わっていた経験を買われて測量の仕事に抜擢されたが、実務を担当していたわけではなく、測量の技術をろくに持ちあわせていなかったため、満足のいく結果は出せなかった。
江川は、高野長英から紹介された内田弥太郎と上田喜作に測量を行なわせた。出来上がった測量図は小笠原の物よりも優れており、江川組の地図が採用された。
蛮社の獄は、この測量・視察の視察の復命書に、江川が蘭学者の渡辺崋山の意見書を添えようとしたことに対し、蘭学者に批判的な鳥居がこれを阻止し、彼らを処罰しようとしたことがきっかけとなったとも言われている。だが鳥居は単なる蘭学嫌いではなく、その実用性をある程度認めており、また崋山の意見書は最初から上申は意図されておらず、また江川の意にも沿わない書であったため江川の復命書にも全く反映されなかったとする説もある。

## 蛮社の獄
相州備場の見分後、当時小人目付だった貢蔵は、鳥居耀蔵から老中水野忠邦の命であるとして『戊戌夢物語』とその著者と思われる渡辺崋山の身辺調査、そしてモリソン号を調べるよう命じられた。貢蔵は納戸口番の花井虎一からの情報を得て、高野長英の翻訳に基づき渡辺崋山が『戊戌夢物語』を執筆したと報告した。その際に、無人島渡航計画が江戸市中で企まれていることもあわせて報告した。
渡航計画の再調査を命じられた貢蔵は、常州無量寿寺に赴き、渡航計画は寺の住職である順宣・順道父子が小笠原諸島へ行き、島にある珍しい植物や奇石を手に入れ売却しようとしたものということを突き止めた。海外渡航や外国人との接触を目的としたものではなく、また幕府にも正式に渡航許可を申請しており、渡辺が関与していたという事実も無かったが、貢蔵はこの計画に渡辺も加わっていると報告した。
これらの他に、モリソンは交易の要請が拒絶された場合、沿岸の官舎や民屋を焼き払い、日本沖を航行する船の通行を妨害するつもりでいたという報告も行なった。これは、天保9年（1838年）に江戸に参府したオランダ商館長ヨハネス・エルデウィン・ニーマンの申し立てを元にした情報だったが、これは取り上げられることはなかった。
「小笠原家文書」によれば、貢蔵は天保10年4月19日に江戸城で鳥居から蘭学者が外国を称美するような本を著述していることを調べるよう命じられたとあり、同文書に収録された取調書には、渡辺崋山や高野長英、無量寿寺住職の順宣やその息子の順道たちの名前が列記されている。渡辺崋山に関しては、文武に優れ、書画に秀でた人物であり、物静かで一度会った人々は親しみを持つようになるとも書かれていた。そして外国との交易に肯定的で、外国船が浦賀の沖合で長期に碇泊するようなことがあれば、江戸に物資が入荷しなくなり、幕府も交易を認めざるを得ないであろうと述べたと記されている。
渡辺崋山は、自身への告発に対して当初は当惑していたが、6月9日に牢獄から出した鈴木春山宛の手紙によれば、告発者が小笠原貢蔵であること、その背後に鳥居耀蔵がいることにすでに気付いていた

## 高島秋帆疑獄事件
天保13年（1842年）、長崎奉行に就任した伊沢政義が長崎に下向する際に与力として花井虎一らとともに随行し、高島秋帆による「反乱」「会所不正」などの罪状を調べ上げた。
長崎奉行に着任した伊沢から鳥居耀蔵に宛てた書簡の第一信によれば、貢蔵や花井虎一を伊沢の組与力に推挙したのは鳥居耀蔵であったという。
上記の書簡によれば、伊沢は貢蔵を「少々驕慢の気味これあり、同役中と少々不和の兆これあり候、時々教育仕置申し候」と評しており、鳥居宛の第3信では「少々当所の人物に化かされ申し候、……何ひとつ改革の趣意相立てず会所役人になずみ申し候」として会所掛りから呈書掛りへと役替えされたことが記されている。
疑獄事件が落着した後、貢蔵は自ら小普請入りを願い出て、許されている。